# Grand amiral de Suède
Pour les articles homonymes, voir Amiral.
Le grand amiral de Suède (riksamiral en suédois) est l'un des principaux officiers du royaume de Suède. Il est membre du Conseil du royaume de Suède (sv) et fait partie des cinq grands officiers du royaume de Suède (sv) au XVIIe siècle.

## Liste des Grands amiraux de Suède
- 1571-1595 : Clas Eriksson Fleming
- 1596-1602 : Joachim Scheel (sv)
- 1602-1611 : Axel Ryning (sv)
- 1611-1618 : Göran Nilsson Gyllenstierna (sv)
- 1620-1650 : Carl Carlsson Gyllenhielm (sv)
- 1652-1656 : Gabriel Bengtsson Oxenstierna (sv)
- 1657-1664 : Carl Gustaf Wrangel
- 1664-1676 : Gustaf Otto Stenbock